# 穆鉄柱
穆 鉄柱（ぼく てっちゅう、ムー・ティエジュー、Mu Tiezhu、1949年 - 2008年9月14日）は、中国の元バスケットボール選手、指導者。山東省東明生まれ。選手時代のポジションはセンター。身長228cm、体重160kg。

## 来歴
岡山恭崇らと共にアジアを代表する巨人の一人として知られ、中国代表で14年間プレーした。また、中国人民解放軍によるチーム（八一ロケッツ）に所属し、1試合で81点を叩き出したり、1979年4月には1978年のNBAチャンピオンワシントン・ブレッツを二度下す原動力となった。1987年に選手として、2000年にコーチとして引退した。
また、先端巨大症で、跳ばずにダンクシュートができたことから、孫明明の比較対象に挙げられる。